# 天主教萬博總教區
天主教萬博總教區（拉丁語：Archidioecesis Huambensis）是安哥拉一個羅馬天主教教省總教區，下轄兩個教區。是該國五個總教區之一。
1940年8月10日設新里斯本教區，1977年2月3日升為總教區並易名至今。總教區位於萬博省。2006年有教友1,278,000人（佔轄區總人口61.4%）、四十二個堂區、七十七名司鐸。現任總主教為若瑟·德克羅茲·阿維什。